# Camponotus texanus
Camponotus texanus é uma espécie de inseto do gênero Camponotus, pertencente à família Formicidae.